# Stazione di Balbriggan
La Balbriggan railway station è una stazione ferroviaria che fornisce servizio a Balbriggan, contea di Dublino, Irlanda. Fu aperta il 25 maggio 1844.
Attualmente l'unica linea che vi passa è il Northern Commuter della Dublin Suburban Rail, e dal 2015 vi transiteranno anche i treni della Dublin Area Rapid Transit, Linea2. 
La stazione, che è sotto il controllo della Iarnród Éireann dal 1986, fu chiusa il 2 dicembre 1974 ai treni-merci. A causa dell'aumento della popolazione della cittadina, verificatosi di recente, sono stati realizzati progetti per ampliare la struttura.

## Servizi
- Servizi igienici
- Capolinea autolinee
- Biglietteria a sportello
- Biglietteria self-service
- Distribuzione automatica cibi e bevande